# Szűz Mária háza
Szűz Mária háza a törökországi Efezusban található. A keresztény és muszlim kegyhely a Koressos hegyen található nem messze az Égei-tengertől.
A törökök a felfedezés előtt Pangaia Kapulunak (Szentséges Szűz kapui) kolostoraként tartották számon, majd a felfedezés után mai neve Meryem Ana Evi (Mária Anya Háza), vagy röviden Meryemana (Mária Anya) a neve.

## A felfedezés
Emmerich Anna Katalin a látnok apáca - többek között - megálmodta, hogy Szűz Mária élete utolsó éveit "Efezustól három órányira" egy házban töltötte. Látomásában részletesen ír Szűz Mária halálának körülményeiről, hogyan tudták meg az apostolok Mária haldoklásának hírét, hogyan halt meg, temették el és támadt fel. A német apáca álmait, látomásait Clemens Brentano jegyezte le, és kiadásra került Szűz Mária élete címmel. A könyv hatására, 1881-ben egy francia pap Julien Gouyet abbé fedezett fel egy Égei-tenger felé néző kis ősi romos kőházat. Felfedezésének a helyi szerzetesek és az İzmiri érsekség sem tulajdonított jelentőséget, hiszen a hagyomány szerint Mária Jeruzsálemben halt meg. 1891-ben egy francia kórházban, Izmírben, Maria de Mandat Grancey a Keresztény Szeretet Leányainak főnöknője is elolvasta a könyvet, és rábeszélt egy természettudóst a kutatásra. Henry Jung három társával és a könyvvel a kezében átkutatta a vidéket és egy forrás mellett megtalálták a romot 1891 július 29-én.

## A látnoknő leírása

### A látomás és a helyszín megegyező részletei
- Efezustól délkelet felől menve balkéz felé egy hegyen található. - Ezt a hegyet Fülemüle-hegynek hívják.
- A ház és Efezus között kanyargó patak.
- A hegy tetejéről rá lehet látni a tengerre, ahol több sziget pillantható meg. - Szamosz szigete látható.
- A ház alaprajza négyszögletes.
- A ház belső szerkezetét szétválasztja a tűzhely, ami középen helyezkedik el. - 1898 augusztus 24-én a házban a padozatot felbontották, és megégett kőre találtak 50 cm mélyen.
- Az oszmán telekkönyvben Panagia (Szentséges Szűz) háromkapus kolostoraként volt beiktatva.

### A látomással nem egyező részlet
Azt a barlangot, amelybe eltemették volna Szűz Máriát, nem találták meg.

## Szűz Mária Efezusban
Több irat említi azt, hogy Szűz Mária Efezusban járt. A legtekintélyesebb köztük az efezusi zsinat jegyzőkönyve. Csak jóval később a 9. században állította először riman-bavazigi püspöke, Mose bar Kipha, hogy Szűz Mária itt halt meg. Ugyanezt vallotta Dionüsziosz bar Szalibi antiochiai pátriárka és Nagy Mikhael.

## Szűz Mária Háza Magyarországon, Kaposfüreden
A Kaposvárhoz tartozó Kaposfüreden, az Állomás u. 61/A szám alatt a világon egyedülálló módon felépítették Szűz Mária utolsó földi lakhelyének, az efezusi háznak a pontos mását. A házat a Mindszenty József Kongregáció működteti. A Kongregáció első elnöke és a Ház létrehozója Török Marcell (1942-2016) atya volt.

## Pápák látogatásai
- 1967. július, VI. Pál pápa
- 1979. november, II. János Pál pápa
- 2006. november 29., XVI. Benedek pápa

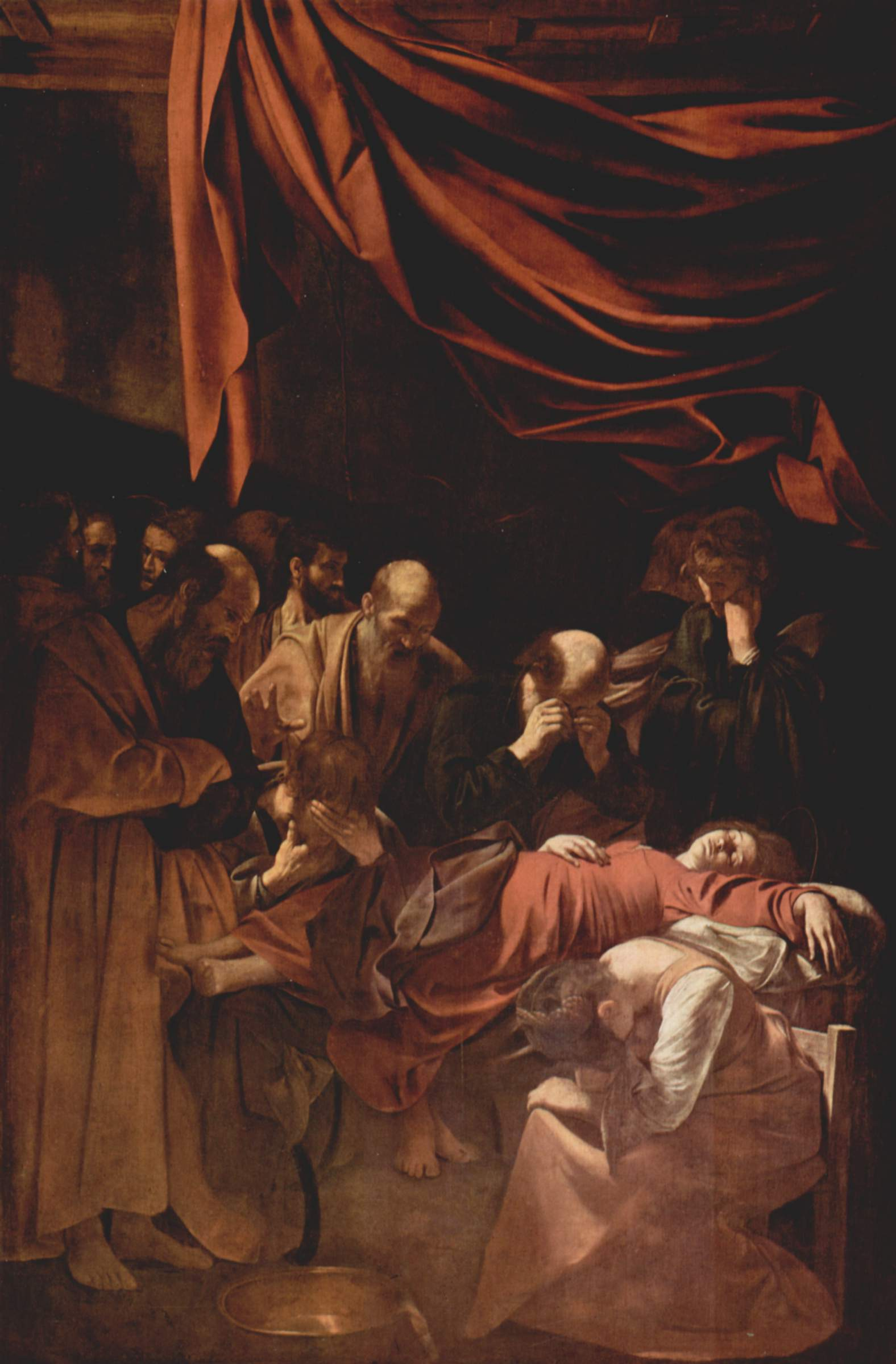
Caravaggio: Szűz Mária halála